# Джон Едуард Грей
Джон Едуард Грей (на английски: John Edward Gray) е британски зоолог, работил дълги години в Британския музей.

## Биография
Роден е на 12 февруари 1800 г. в Уолсол, Великобритания, в семейството на ботаника Самюъл Фредерик Грей. Малко по-късно семейството се премества в Лондон, където Джон учи медицина. Той подпомага баща си в написването на „The Natural Arrangement of British Plants“ (1821).
След като не е приет в Линеевото дружество, Грей се насочва към зоологията и от 1824 г. помага на Джон Джордж Чилдрен при каталогизирането на колекцията от влечуги на Британския музей. През 1833 г. става един от основателите на Лондонското кралско ентомологическо дружество. През 1840 г. заема мястото на Чилдрен като ръководител на зоологическия отдел в Британския музей и остава на този пост до 1874 г. По време на работата си в музея Грей описва множество нови видове, изпращани от различни краища на света.
Грей става първият филателист, след като на 1 май 1840 г. купува няколко броя от марката „Черното пени“ (първата пощенска марка) с намерението да ги запази и така започва историята на световното филателно движение.
Умира на 7 март 1875 г. в Лондон на 75-годишна възраст.

## Произведения
- „Illustrations of Indian Zoology“ (1830 – 1835) (заедно с Томас Хардуик)
- „The Zoological Miscellany. To Be Continued Occasionally.“ (1831)
- „Catalog of Shield Reptiles“ (1855 и 1870)